# 名曲☆ラジオ☆関西
名曲☆ラジオ☆関西（めいきょく・ラジオ・かんさい）は、ラジオ関西が2006年10月2日から2007年3月30日までと2007年10月2日から2008年3月27日までと2008年9月30日からで放送する番組のゾーン名である。
ラジオ関西は日本初の電話リクエストを実施するなど、音楽を率先的に取り上げた番組を作り続けているが、この番組では各曜日ごとに個性的なパーソナリティーと音楽ジャンルを定めて、心行くまで音楽に浸ってもらう内容にしている。

## 参加番組
2006年10月 - 2007年3月の場合
- 月曜日 藤沢俊一郎のRUN RUNランキング（18:00 - 20:30：古今東西の邦楽・洋楽ポップス）
- 火曜日 YUMIの火曜はフォークde（同上：フォークミュージック。YUMIこと田中ユミはシモンズのメンバーの一員）
- 水曜日 小山乃里子の歌謡専科（同上：演歌・歌謡曲。小山はラジオ関西局アナを経験したことがある。26年ぶりのCRKでの生放送）
- 木曜日 西村愛のミュージック研究会（18:00 - 20:00：最新の流行邦楽=J-POPにスポットを当てる。金曜21:00 - 21:30放送から枠移動）
- 土曜日 中村よおの通り抜けストリート（18:00 - 19:30：フォーク音楽を聴きつつ、中村が神戸の魅力を語る）

2007年10月 - 2008年3月の場合
- 『名曲☆ラジオ☆関西 ら・ら・ら歌謡曲』として、高平裕美（火曜日担当）、西村愛（水曜日担当）、木村三恵（木曜日担当）の3人が日替わりでMCを担当する歌謡曲リクエスト番組として（火曜 - 木曜、18:00 - 20:00）でCRK本社から生放送していた。

2008年10月 - 2009年3月の場合
- 火曜日 藤沢俊一郎（藤俊）のRUN RUNランキング（18:00 - 20:00。内容は2006年度月曜日と同じ構成。）
- 水曜日 西村愛のミュージック研究会（18:00 - 21:00。内容は2006年度木曜日と同じ構成。木曜26:00-27:00から枠移動）
- 木曜日 高平裕美の洋楽★オンリー（18:00 - 21:00）
- 金曜日 木村三恵のアイドルパラダイス（18:00 - 20:30）

※なお、金曜日のこの時間には週刊!アニたま金曜日（2005ナイターオフシーズン - 2007ナイターオフシーズン）が生放送されていた。2008年ナイターオフの金曜日は別番組（木村三恵パーソナリティの新番組「アイドルパラダイス」）が放送されることに決まっている（2008年9月13日16:00放送のスペシャル番組内で発言）。
月 - 土まで共通しているコーナーは18:30頃の「テレマートラジオショッピング」(2007年2月1日以降、しばらくコーナー休止していたが、2月23日より再開された）と19:00の「ラジオ関西ニュース・天気予報」の2つである。
2007年4月からのナイター中継（ラジオ関西ジャイアンツナイター）開始に伴い、一部番組を除き週末の深夜帯に番組枠が異動する事となった（おそらく10月からの夕方枠復帰を考慮したものと思われる）。

## 関連番組
- CRKミュージックアワー♪ メリケン☆開放区-2009年度ナイターシーズン、藤沢俊一郎、西村愛、高平裕美が担当する金曜27:00-29:00放送中の番組。
- 名曲ラジオアワー（2006年度ナイターオフの土曜日19:30-21:30放送。）→その後2007年度4月～、日曜19:00-21:20（ナイターオフ期間中は「ラジオふるさと便」放送の関係で20:00-21:20に短縮して）へ移動して放送中。
- 植草貞夫の青い空・白い雲-2007年度ナイターオフの月曜日18:00-19:00で放送されていた番組。
- JAM×JAM-2006年度ナイターシーズン以降土曜19:00-21:00放送中の番組。